# Carl Wüsthoff
Carl Friedrich Wilhelm Wüsthoff, Pseudonym: Karl Pinnbarg (* 6. April 1902 in Sabel; † 2. Januar 1992 in Hamburg) war ein deutscher Schriftsteller.

## Leben
Carl Wüsthoff wurde als Sohn des Landarbeiters Ernst Wüsthoff und dessen Ehefrau Caroline, geb. Schreiber in Sabel (heute Ortsteil von Burg Stargard) geboren, wo sein Vater eine Anstellung als „Arbeitsmann“ hatte. Zwei Jahre zuvor hatten seine Eltern geheiratet. Der „rote Großvater“, wie er sich selbst nannte, wuchs in ländlicher Umgebung im südöstlichen Mecklenburg auf und arbeitete als Hütejunge. Danach machte er eine Lehre als Hufschmied.
Im Jahr 1920 demonstrierte er mit anderen Arbeitern gegen den Kapp-Putsch, trat in die Gewerkschaft und die SPD ein, die er aber bald wieder verließ, um sich dem kommunistischen Jugendverband in Neubrandenburg anzuschließen. In Pinneberg wurde er Stadtverordneter der KPD und Betriebsrat. Mit Willi Bredel war er befreundet. Er schrieb Artikel für die Hamburger Volkszeitung, war Mitglied im Bund Proletarisch Revolutionärer Schriftsteller (BPRS) und lernte Ernst Thälmann kennen.
Die „Schule schreibender Arbeiter“ in Hamburg wurde im Jahr 1968 von ihm zusammen mit Peter Schütt gegründet. Der Werkkreis Literatur der Arbeitswelt veranstaltet seit 1982  „Carl-Wüsthoff-Treffen“ in der Heimvolkshochschule Heinrich Hansen Lage-Hörste.

## Sonstiges
Ein Teil des Nachlasses von Carl Wüsthoff befindet sich im Fritz-Hüser-Institut in Dortmund.

## Werke
- 1974: Der Rote Großvater erzählt. ISBN 3-436-01857-0.
- 1976: Gegen Füchse muß man kämpfen. ISBN 3-88142-155-6.
- 1980: Geschichte zum Anfassen. Erlebnisse und Anekdoten des Roten Großvaters. ISBN 3-596-22211-7.

Daneben sind seine Erzählungen und Gedichte in vielen Anthologien veröffentlicht worden.